# Tiobenzofenona
La tiobenzofenona es un compuesto organosulfurado con la fórmula (C6H5)2CS. Es la tiacetona prototípica. A diferencia de otras tiocetonas que tienden a dimerizarse para formar anillos y polímeros, la tiobenzofenona es bastante estable, aunque se fotooxida en el aire de nuevo a benzofenona y azufre. La tiobenzofenona es de color azul intenso y se disuelve fácilmente en muchos disolventes orgánicos.

## Estructura
La longitud del enlace C=S de la tiobenzofenona es de 1,63 Å, que es comparable a 1,64 Å, la longitud del enlace C=S del tioformaldehído, medida en fase gaseosa. Debido a interacciones estéricas, los grupos fenilo no son coplanares y el ángulo diédrico SC-CC es de 36°.También se han preparado una variedad de tionas con estructuras y estabilidad relacionadas con la tiobenzofenona.

## Síntesis
Una de las primeras síntesis reportadas de tiobenzofenona implica la reacción de sulfhidrato de sodio y difenildiclorometano:
Ph2CCl2 + 2 NaSH → Ph2C=S + 2 NaCl + H2S
Un método actualizado implica la sulfuración de benzofenona:
Ph2C=O + H2S → Ph2C=S + H2O
En el esquema de reacción anterior, se pasa una mezcla de cloruro de hidrógeno gaseoso y sulfuro de hidrógeno a una solución enfriada de benzofenona en etanol. La tiobenzofenona también se puede producir mediante una reacción de Friedel-Crafts de cloruro de tiobenzoilo y benceno.

## Reactividad
Debido a la relativa debilidad del enlace C=S, la tiobenzofenona es más reactiva que la benzofenona. La tiobenzofenona (así como otras tiocetonas) es dipolarófila y dienófila. Por ejemplo, se combina con 1,3-dienos en cicloadiciones Diels-Alder. La tasa de tiocetonas en las cicloadiciones está relacionada, entre otras, con el tamaño de la pequeña brecha de energía HOMO/LUMO de los π-MO del doble enlace C=S.Las reacciones entre la tiobenzofenona y la mayoría de los dienos producen aductos de Diels-Alder, mientras que las reacciones con monoolefinas producen compuestos bicíclicos.